# Àmir (nom)
Àmir és un nom masculí àrab (àrab: عامر, ʿĀmir) que literalment significa ‘pròsper’, ‘ben proveït’, ‘curull'. Si bé Àmir és la transcripció normativa en català del nom en àrab clàssic, també se'l pot trobar transcrit Amir, 'Amir, Aamir, Aamer. Aquest nom també el duen musulmans no arabòfons que l'han adaptat a les característiques fòniques i gràfiques de la seva llengua.
Cal no confondre aquest nom amb Amir, un altre nom de pila àrab masculí, així com amb el làqab o títol al-Àmir bi-ahkam-Al·lah dut per un califa fatimita.
Vegeu aquí personatges i llocs que duen aquest nom.